# فلافيا كامبني
فلافيا كامبني (بالإسبانية: Flavia Company)‏ (27 سبتمبر 1963، بوينس آيرس في الأرجنتين)؛ كاتِبة، سيناريست، صحفية، مترجمة وشاعرة إسبانية.

## روابط خارجية
- فلافيا كامبني على موقع IMDb (الإنجليزية)